# Bia (Plantae)
Bia, biljni rod iz porodice mlječikovki (Euphorbiaceae) čijih, zasada 6 poznatih vrsta, raste isključivo na području Srednje i Južne Amerike. Opisao ga je 1841. godine njemački botaničar Johann Friedrich Klotzsch. Posljednje dvije vrsate B. capivarensis i B. manuelii otkrivene su 2013 godine.

## Vrste
1. Bia alienata Didr.[2]
2. Bia capivarensis D.Medeiros, L.Senna & R.J.V. Alves[3]
3. Bia fallax (Müll.Arg.) G.L.Webster[2]
4. Bia fendleri (Müll.Arg.) G.L.Webster[2]
5. Bia lessertiana Baill.[2]
6. Bia manuelii V.W. Steinm. & Ram.-Amezcua[4]

sinonimi:
1. Bia cordata (Baill.) G.L.Webster = Tragia bailloniana